# Woden (Iowa)
Pour les articles homonymes, voir Woden (homonymie).
Woden est une ville du comté de Hancock, en Iowa, aux États-Unis. Elle est fondée en 1898 et incorporée le 7 janvier 1904.

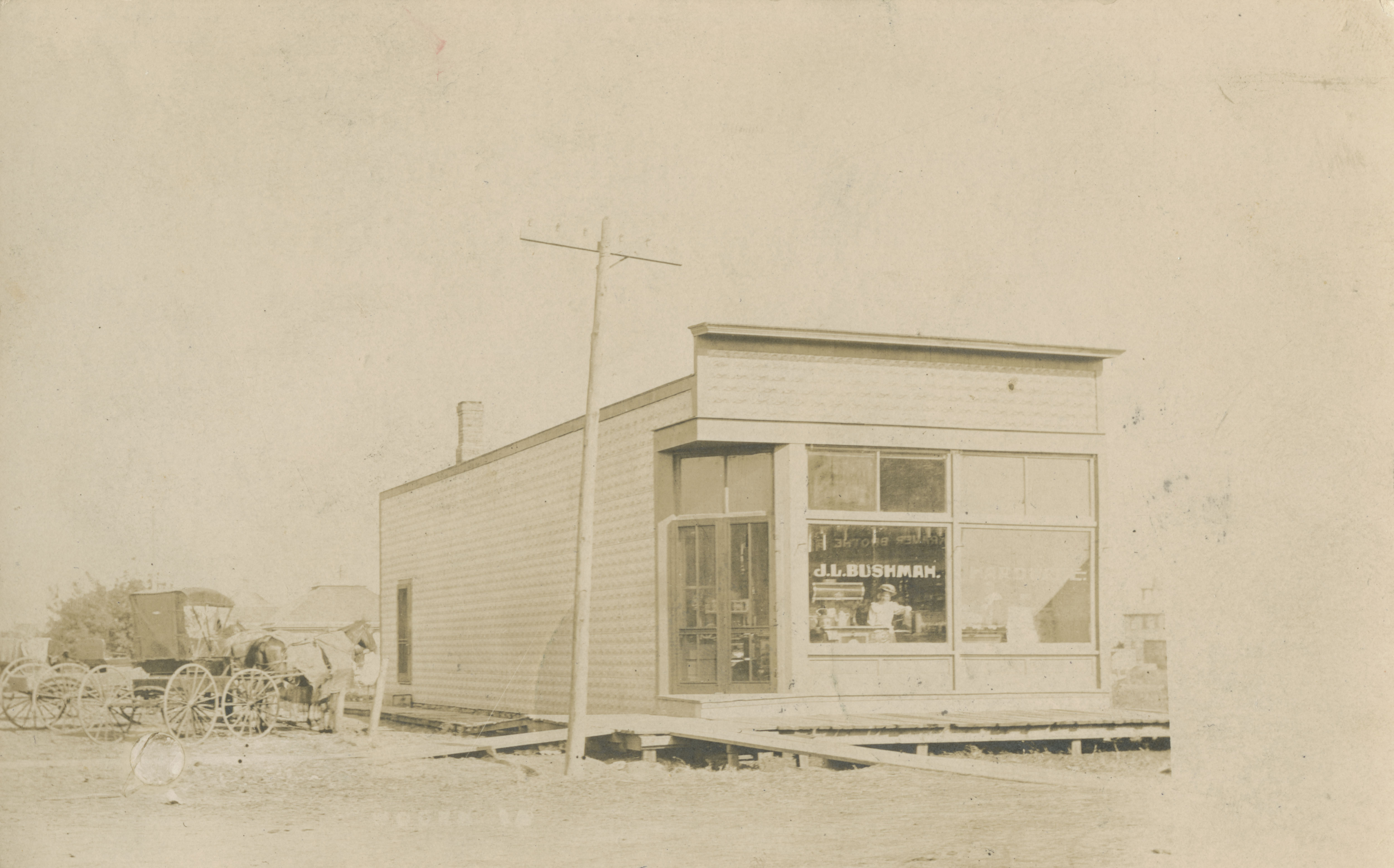
Rue Main, Woden, Iowa

## Source de la traduction
- (en) Cet article est partiellement ou en totalité issu de l’article de Wikipédia en anglais intitulé « Woden, Iowa » (voir la liste des auteurs).